# System APG I
APG I – akronim oznaczający pierwszą wersję systemu APG klasyfikującego rośliny okrytonasienne ściśle na podstawie kryterium filogenetycznego. System ten opublikowany został w roku 1998 przez taksonomów skupionych w Angiosperm Phylogeny Group. 
W systemie APG I sklasyfikowano 462 rodzin w 40 monofiletycznych (jak wówczas domniemano) rzędach zebranych w kilka głównych, monofiletycznych grup. Grupy te nazwano nieformalnie (bez odwoływania się do tradycyjnych jednostek taksonomicznych) ze względu na niemożność sklasyfikowania kladów w hierarchicznym układzie taksonów. Ze względu na niepełne dane filogenetyczne system koncentrował się na układzie jednostek dużych (od rzędów w górę). Klasyfikacja rodzin była w wielu miejscach prowizoryczna. Wśród rodzin 25 opisanych zostało jako zajmujące niejasną pozycję.
Następcami systemu APG I są systemy: APG II (2003), APG III (2009) i APG IV (2016).

## Klasyfikacja
Uproszczony schemat klasyfikacji okrytonasiennych w systemie APG I:
- monocots
  - commelinoids
- eudicots
  - core eudicots
    - rosids
      - eurosids I
      - eurosids II

    - asterids
      - euasterids I
      - euasterids II